# Würm-Heckengäu
Würm-Heckengäu ist ein mit Verordnung des Regierungspräsidiums Karlsruhe vom 28. November 2003 ausgewiesenes Naturschutzgebiet mit der Nummer 2.226 und ein gleichnamiges Landschaftsschutzgebiet mit der Nummer 2.35.054.

## Lage
Das Naturschutzgebiet befindet sich in den Naturräumen Obere Gäue und Schwarzwald-Randplatten. Es liegt östlich der Stadt Calw auf den Gemarkungen von Calw, Stammheim (Calw), Althengstett und Gechingen. Das Naturschutzgebiet besteht aus 18 Teilgebieten: Hube, Heimberg, Schlenkhecke und Ochsenstraße, Jägerberg und Leimengrube, Reute, Täfelberg, Heumaden und Zimmermannswiesen, Schutz, Ofenäcker und Kirchhalde, Omelesberg und Lehen, Weingarthalde, Obere Seewiesen, Hohe Nille, Kehlen und Geißhalde, Masenwald, Billingshalde, Riederles Halde und Vorderer Berg. Das Naturschutzgebiet ist Teil des FFH-Gebiets Nr. 7218-341 Calwer Heckengäu.

## Schutzzweck
Laut Verordnung ist der Schutzzweck die Erhaltung, Entwicklung und Pflege der kleinräumig gegliederten Landschaft des Naturraumes "Würm-Heckengäu" und "Oberes Gäu" mit ihren typischen Landschaftselementen auf Muschelkalk wie Wacholderheiden, Halbtrockenrasen, Kalkmagerwiesen, Streuobstwiesen, Steinriegeln, kleinen Steinbrüchen, flachgründigen Kalkscherbenäckern, Hecken und Staudensäumen, Kalk-Kiefern- und Laubmischwäldern (z. B. für Landkreis Calw einzigartige Nieder- und Weidewälder) sowie Quellhängen und Fließgewässern als Lebensraum typischer, spezialisierter Tier- und Pflanzenarten. Unter den gefährdeten und bedrohten Arten befinden sich insbesondere Fledermäuse (z. B. Braunes Langohr, Abendsegler), Vögel (z. B. Wendehals, Neuntöter), Reptilien (z. B. Schlingnatter), Amphibien (z. B. Feuersalamander, Gelbbauchunke), Insekten (z. B. Bergzikade, Laubholz-Säbelschrecke, Goldwespen, Solitärbienen) und Gefäßpflanzen (z. B. Orchideen, Breitblättriges Laserkraut, Einblütiges und Nickendes Wintergrün).